# Bardon (Leicestershire)
Bardon – wieś w Anglii, w hrabstwie Leicestershire, w dystrykcie North West Leicestershire. Leży 15 km na północny zachód od miasta Leicester i 157 km na północny zachód od Londynu.